# 多變筍螺
多變筍螺（学名：Hastula anomala）为筍螺科?花筍螺屬下的一个种。